# Trandolapril
Trandolapril là một chất ức chế men chuyển angiotensin dùng để điều trị huyết áp cao, nó cũng có thể được sử dụng để điều trị các tình trạng khác.
Nó đã được cấp bằng sáng chế vào năm 1981 và được chấp thuận cho sử dụng y tế vào năm 1993. Nó được tiếp thị bởi các phòng thí nghiệm Abbott dưới tên thương hiệu Masta.

## Tác dụng phụ
Tác dụng phụ được báo cáo cho trandolapril bao gồm buồn nôn, nôn mửa, tiêu chảy, đau đầu, ho khan, chóng mặt hoặc choáng váng khi ngồi dậy hoặc đứng, hạ huyết áp, hoặc mệt mỏi.

## Có thể tương tác thuốc
Bệnh nhân cũng dùng thuốc lợi tiểu có thể bị giảm huyết áp quá mức sau khi bắt đầu điều trị bằng trandolapril. Nó có thể làm giảm mất kali do thuốc lợi tiểu thiazide, và tăng kali huyết thanh khi sử dụng một mình. Do đó, tăng kali máu là một nguy cơ có thể. Tăng nồng độ lithum huyết thanh có thể xảy ra ở những bệnh nhân cũng sử dụng lithium.

## Mang thai và cho con bú
Trandolapril gây quái thai (Mỹ: thai kỳ loại D) và có thể gây dị tật bẩm sinh và thậm chí tử vong cho thai nhi đang phát triển. Nguy cơ cao nhất đối với thai nhi là trong tam cá nguyệt thứ hai và thứ ba. Khi phát hiện có thai, nên ngừng sử dụng trandolapril càng sớm càng tốt. Trandolapril không nên dùng cho các bà mẹ cho con bú.

## Tác dụng bổ sung
Điều trị kết hợp với paricalcitol và trandolapril đã được tìm thấy để giảm xơ hóa trong bệnh niệu quản tắc nghẽn.

## Dược lý

Trandolaprilat - chất chuyển hóa hoạt động của trandolapril

Trandolapril là một tiền chất được khử ester hóa thành trandolaprilat. Nó được cho là có tác dụng hạ huyết áp thông qua hệ thống aldosterone anginensinin của renin. Trandolapril có thời gian bán hủy khoảng 6 giờ và trandolaprilat có thời gian bán hủy khoảng 10 giờ. Trandolaprilat có khoảng tám lần hoạt động của thuốc mẹ. Khoảng một phần ba trandolapril và các chất chuyển hóa của nó được bài tiết qua nước tiểu và khoảng hai phần ba trandolapril và các chất chuyển hóa của nó được bài tiết qua phân. Liên kết protein huyết thanh của trandolapril là khoảng 80%.

## Phương thức hành động
Trandolapril hoạt động bằng cách ức chế cạnh tranh enzyme chuyển đổi angiotensin (ACE), một enzyme chủ chốt trong hệ thống angiotensin renin, có vai trò quan trọng trong việc điều hòa huyết áp.